# صادرا
شركة صدرا المعروفة أيضًا باسم «شركة إيران البحرية الصناعية» (بالفارسية: شرکت صنعتی دریایی ایران (صدرا)) تأسست في عام 1968 كساحة صغيرة لإصلاح السفن في بوشهر. ومنذ ذلك الحين، أثبتت الشركة نفسها كشركة رائدة في مجال بناء السفن وإصلاح السفن في إيران. تنشط شركة سدرة أيضًا في تطوير النفط والغاز في البحر. صدارة متخصصة في بناء السفن والأرصفة ومنصات النفط العائمة. مجموعة صدرا هي شركة شقيقة لشركة إيران لبناء السفن وصناعات مجمعات الصناعات البحرية الإيرانية (ISOICO) المملوكة للدولة. اعتبارًا من أبريل 2009، يمتلك تكتل البناء الذي يسيطر عليه الحرس الثوري الإيراني، خاتم الأنبياء حصة مسيطرة في شركة صدارا.

## سوق وصناعة بناء السفن الإيرانية
على مدى العقدين التاليين، ستحتاج إيران إلى 500 سفينة جديدة، بما في ذلك 120 ناقلة نفط و 40 ناقلة للغاز الطبيعي المسال وأكثر من 300 سفينة تجارية. في عام 2009، في خطوة تهدف إلى زيادة تعزيز صناعة بناء السفن الإيرانية، قال الرئيس محمود أحمدي نجاد إنه سيحظر شراء المنظمات الأجنبية للسفن الأجنبية.  أكدت وزارة التجارة أن إيران قادرة على بناء جميع أساطيلها البحرية داخل البلاد. 

## المبيعات
- في عام 2005، فازت صدرا بعقد قيمته 100 مليون يورو لبناء أربع سفن شحن لشركة Rickmers الألمانية.[8]
- في عام 2006 فازت مجموعة صدرا بعقد قيمته 2.4 مليار دولار لبناء 10 ناقلات غاز طبيعي مسال لمجموعة الشحن البلجيكية EXMAR.[9]
- في عام 2009، بدأت صدرا بتصنيع أربع ناقلات نفط أفراماكس حمولة 113000 طن متري لفنزويلا. استلمت فنزويلا ناقلتين بتاريخ 11يونيو 2022.[10]
- في عام 2009، أطلقت شركة صدرا منصة حفر شبه عائمه محلية الصنع لبحر قزوين. الحفارة شبه الغاطسة المسماة «إيران البُرز» هي الأكبر في الشرق الأوسط. يمكن للمنصة شبه العائمة أن تعمل في أعماق مائية تصل إلى 1030 مترًا ويمكنها الحفر حتى عمق 6000 متر تحت قاع البحر. يتم تشغيل منصة إيران البُرز بواسطة شركة شركة الحفر الشمالية.[11]
- منذ عام 2010، شاركت صدرا في تطوير المرحلتين 13 و 14 من حقل غاز الشمال (حقل فارس).[12]

## شركة صدرا في قلب التعاون الإيراني الفنزويلي
بحضور رئيسَيّ إيران وفنزويلا، تتسلم فنزويلا ثاني ناقلات النفط إيرانية الصنع، إذ تبادل الطرفان وثائق تسليم الناقلة في اجتماع يوم 11 يونيو 2022 ضم كلًا من مديري شركة صدرا التي صنعت الناقلة والجانب الفنزويلي، وفق ما نقلت وكالة فارس الإيرانية.
ومن المنتظر أن يكتمل اتفاق إيران وفنزويلا بتسليم ناقلتين أخريين، وفق الاتفاق بينهما، إذ يبلغ طول الناقلة 250 مترًا وعرضها 44 مترًا وارتفاعها 21 مترًا، وبإمكانها حمل 800 ألف برميل من النفط، وأعلنت وكالة الأنباء الإيرانية الرسمية (إيرنا) أن مادورو ورئيسي حضرا في وقت لاحق احتفالًا بمناسبة تسليم فنزويلا ثاني ناقلات نفط من أصل 4 ناقلات نفط بحجم أفراماكس، بسعة 800 ألف برميل لكل منها، طلبتها من شركة صدرا الإيرانية. تخضع شركة صدرا لعقوبات أميركية منذ أكثر من عقد، بسبب اتهامات لها بأنها مملوكة للحرس الثوري الإيراني.

## المراجع

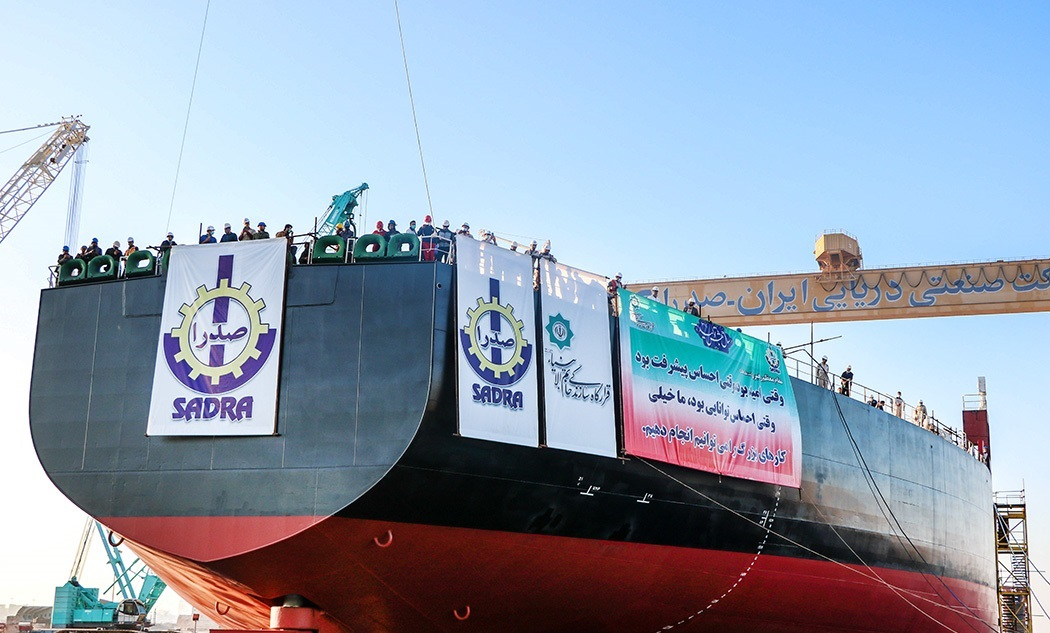
ناقلة إيرانية الصنع في في بوشهر

## روابط خارجية
- مجموعة صدارة
- صور صدارة نسخة محفوظة 3 يونيو 2020 على موقع واي باك مشين.

أشرطة فيديو
- صناعة بناء السفن الإيرانية - 2011 PressTV